# Juliusz Narębski

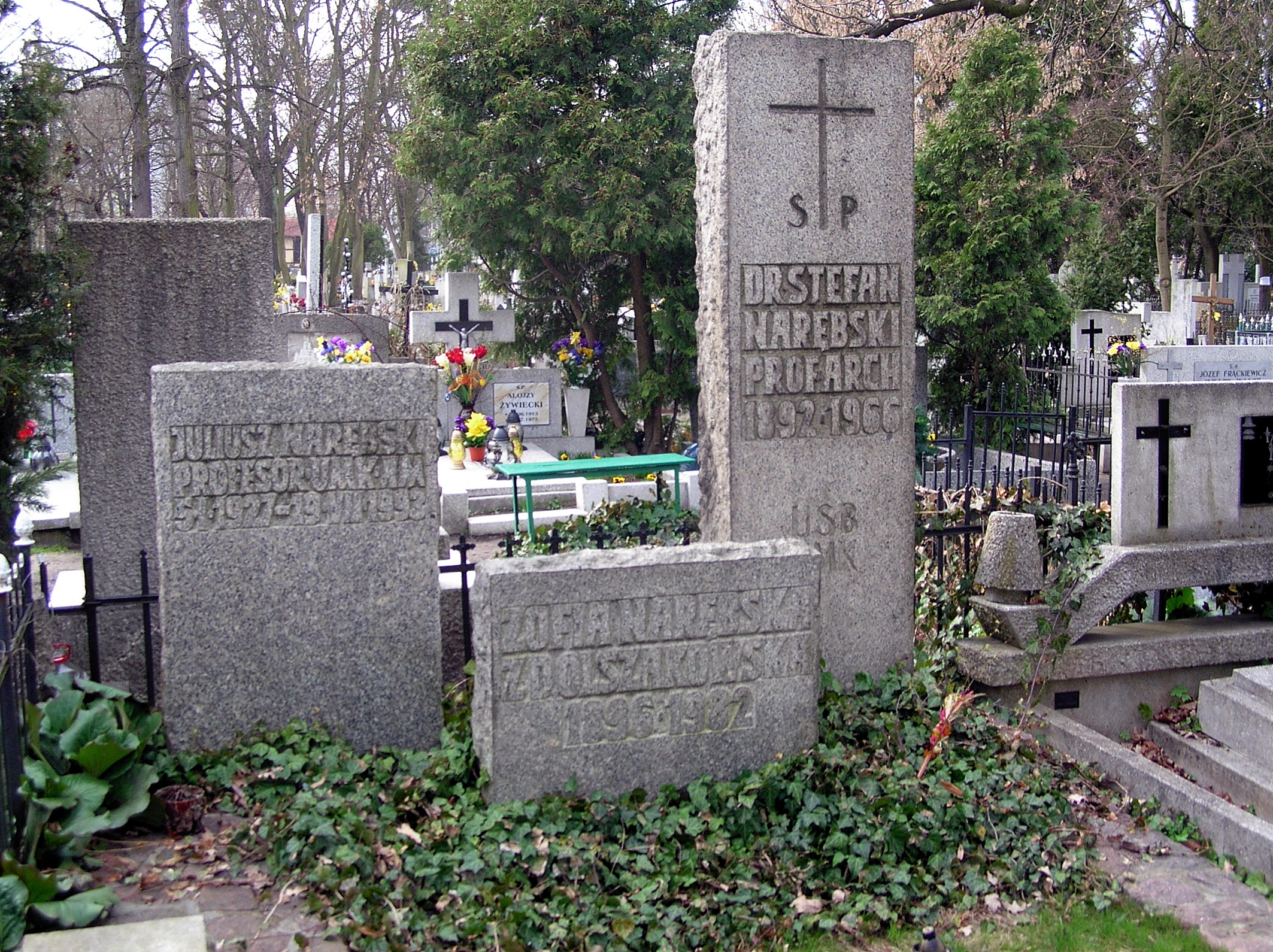
Grób prof. Juliusza Narębskiego. Cmentarz garnizonowy w Toruniu.

Juliusz Narębski (ur. 5 stycznia 1927 we Włocławku, zm. 19 lipca 1993 w Toruniu) – polski biolog, specjalizujący się w fizjologii człowieka, fizjologii zwierząt i neurofizjologii.
Był synem architekta Stefana Narębskiego, który w 1928 roku przeniósł się wraz z rodziną z Włocławka do Wilna, gdzie objął stanowisko architekta miejskiego. W czasie II wojny światowej przebywał w Wilnie, gdzie uczęszczał na tajne komplety. W 1944 brał udział w walkach o Wilno, toczonych w ramach akcji Burza.
Po wojnie rodzina Narębskich przyjechała do Torunia. W 1946 roku Juliusz Narębski ukończył tam Liceum Ogólnokształcące im. Mikołaja Kopernika. W latach 1947–1952 studiował w Akademii Medycznej w Gdańsku. Od 1948 do 1952 roku pracował tam jako asystent w Zakładzie Chemii Fizjologicznej. 
W 1951 roku został zatrudniony na stanowisku zastępcy asystenta w Zakładzie Neurofizjologii i Fizjologii Porównawczej na Uniwersytecie Mikołaja Kopernika w Toruniu. W 1960 roku uzyskał tam stopień doktora. Tematem jego rozprawy była Czynność bioelektryczna mózgu (EEG) królików w poronnnych powtarzanych wstrząsach anafilaktycznych w toku przewlekłych stanów uczuleniowych, a promotorem Janina Hurynowicz. W 1963 roku odbywał staż naukowy w Istituto Superiore di Sanità w Rzymie, gdzie współpracował z Ernstem Boris Chainem i V.G. Longo. 
W 1965 roku uzyskał na UMK stopień doktora habilitowanego na podstawie rozprawy Analiza elektroencefalograficzna mózgowych mechanizmów odwracalnego wstrząsu anafilaktycznego u królików. Tytuł profesora nauk przyrodniczych otrzymał w 1975 roku. W latach 1966–1969 kierował Zakładem Fizjologii Zwierząt UMK. Od 1981 do 1984 pełnił funkcję dziekana Wydziału Biologii i Nauk o Ziemi tej uczelni. Pracował również w Akademii Medycznej w Bydgoszczy, gdzie od 1984 roku kierował Zakładem Fizjologii. 
Jego badania dotyczyły fizjologii porównawczej regulacji temperatury ciała, zwłaszcza mózgu, a także chronobiologicznych i elektrofizjologicznych aspektów snu ludzi i zwierząt.
Był jednym z organizatorów, a od września do grudnia 1980 przewodniczącym Solidarności na UMK.  